# Bangin' on Wax
| Críticas profissionais | Críticas profissionais |
| Avaliações da crítica  | Avaliações da crítica  |
| Fonte                  | Avaliação              |
| ---------------------- | ---------------------- |
| AllMusic               | [ 1 ]                  |

Bangin' on Wax é o álbum de estreia do grupo de gangsta rap americano Bloods & Crips. O álbum foi lançado em 1993 pela Dangerous Records. Bangin' on Wax foi um sucesso, chegando ao #86 lugar na Billboard 200. Quatro singles foram lançados "Bangin' on Wax", "Piru Love", "Crip, Crip, Crip" e "Steady Dippin". O álbum vendeu mais de 500.000 cópias, alcançando certificação de ouro pela RIAA. Foi produzido por Ronnie Ron, DJ Battlecat, Siilski, Tweedy Bird Loc e J. Stank.

## Faixas
| N.º            | Título                                  | Duração |  |
| 1.             | "Slob B.K.O."                           | 5:55    |  |
| 2.             | "Gangsta Talk (Intro)"                  | 3:10    |  |
| 3.             | "Bangin' On Wax"                        | 3:47    |  |
| 4.             | "Shuda Beena B-Dog"                     | 3:41    |  |
| 5.             | "C-Sick"                                | 4:09    |  |
| 6.             | "Rip a Crab in Half"                    | 4:00    |  |
| 7.             | "Piru Love"                             | 6:12    |  |
| 8.             | "No Way Out"                            | 3:59    |  |
| 9.             | "I Killed Ya Dead Homies"               | 3:33    |  |
| 10.            | "C-K Ride"                              | 4:15    |  |
| 11.            | "Crippin' Ain't Easy"                   | 5:18    |  |
| 12.            | "Crazy Lil' Nigga"                      | 0:18    |  |
| 13.            | "Another Slob Bites the Dust"           | 3:49    |  |
| 14.            | "Crip, Crip, Crip"                      | 3:50    |  |
| 15.            | "Puttin' in Work"                       | 5:26    |  |
| 16.            | "Steady Dippin'"                        | 4:23    |  |
| 17.            | "Mackin' to Slob Bitches"               | 5:51    |  |
| 18.            | "K's Up"                                | 4:47    |  |
| 19.            | "Bro Dahwood-Transmigrator of the Soul" | 0:44    |  |
| Duração total: | Duração total:                          | 71:21   |  |